# MS Chrobry

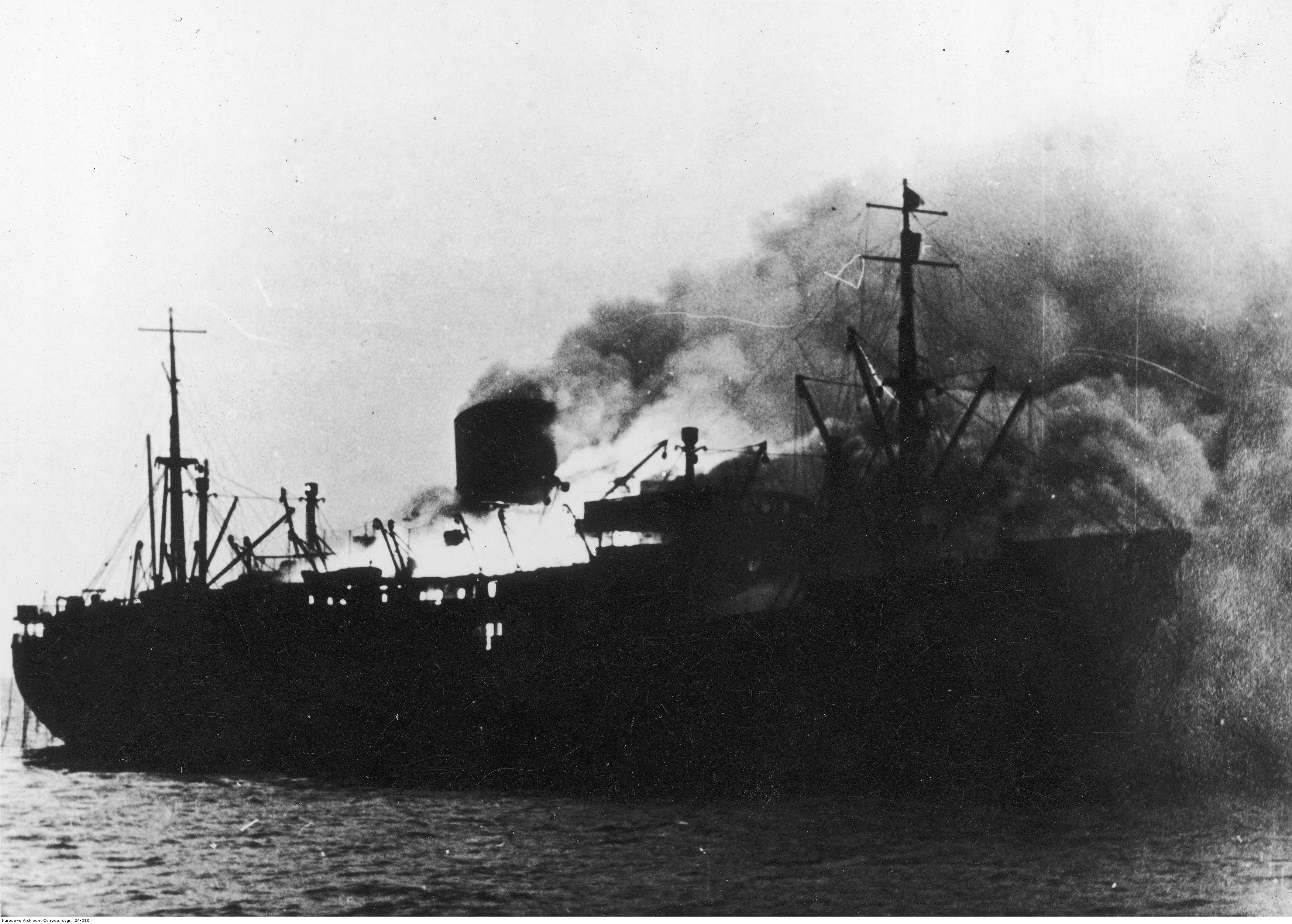
MS Chrobry płonący w norweskim fiordzie Vestfjorden

MS Chrobry – statek pasażerski zbudowany łącznie z podobnym MS „Sobieski” z myślą o zastąpieniu starzejących się SS „Kościuszko” i SS „Pułaski” na linii południowoamerykańskiej.
Był ostatnim jak dotąd nowym transatlantykiem, zbudowanym dla polskiej bandery handlowej. Przed wybuchem II wojny światowej odbył zaledwie pół regularnej podróży okrężnej, nie wracając już do macierzystej Gdyni.

## Historia
Stocznia, która zbudowała „Chrobrego”, zasłynęła już wcześniej w dziejach PMH: w Nakskov właśnie w roku 1930 przybrał swą obecną postać „Dar Pomorza”. Motorowiec „Chrobry” był pierwszym nowym statkiem pod polską banderą, jaki wyposażony został w silniki produkcji firmy Burmeister & Wain. Wodowanie miało miejsce w lutym 1939.
„Chrobry” został wybudowany według tego samego projektu podstawowego, co MS Sobieski, ale w innej stoczni („Sobieski” powstał w brytyjskiej stoczni Swan Hunter & Wigham Richardson w Newcastle upon Tyne). Od bliźniaczego statku „Chrobry” różnił się większą liczbą miejsc pasażerskich (ponad 1100), uzyskaną przez zagęszczenie kabin i zwiększenie ilości miejsc typowo emigranckich. Statek zużywał 36 ton paliwa na dobę, a jego zbiorniki na wodę pitną mieściły 1300 ton. Oba statki zapisały się w historii floty jako wyjątkowo udane konstrukcyjnie, doskonale pływające i łatwo manewrujące w każdych warunkach pogodowych, w przeciwieństwie do starszych nieco MS Piłsudski i MS Batory, które znane były z nie najlepszej stateczności.
27 lipca 1939 roku „Chrobry” został poświęcony i wprowadzony do służby. Dwa dni później, tuż po godzinie 16:00, udał się w swą pierwszą podróż – z Gdyni do Ameryki Południowej. Jednym z 1042 pasażerów statku był w tym rejsie Witold Gombrowicz, który wypłynął do Ameryki Południowej, by już nigdy do Polski nie powrócić.
20 sierpnia 1939 około 11:00 statek dopłynął do Buenos Aires. Po kilku dniach statek wypłynął w drogę powrotną. Informacja o wybuchu wojny zastała statek na pełnym morzu, w pobliżu brazylijskiego portu Pernambuco. W tej sytuacji 2 września w porcie Recife w Brazylii rejs został przerwany, pasażerowie zeszli na ląd, a kapitan Edward Pacewicz skierował statek do Southampton, gdzie przybył 31 października i natychmiast został przebudowany na transportowiec wojska. Kapitan Edward Pacewicz objął następnie dowództwo Batorego, a kapitanem „Chrobrego” został Zygmunt Deyczakowski.
W końcu 1939 roku „Chrobry” odbył (w dużym konwoju, w którym znajdował się również „Batory”) rejs z Halifaxu w Kanadzie do Glasgow z żołnierzami 1 Dywizji Kanadyjskiej.
W lutym 1940 roku statek przeszedł remont w stoczni w Glasgow. Zamontowano wówczas m.in. działo 152 mm na pokładzie rufowym.
W kwietniu został wcielony do konwoju R4, który miał przetransportować wojska brytyjskie do Norwegii. Tam też, jako statek flagowy kolejnego konwoju, 14 maja 1940 roku „Chrobry” został zbombardowany przez samoloty niemieckie w Vestfjordzie nieopodal Bodø. Wybuchł gwałtowny pożar, którego nie udało się ugasić. Zginęło wielu przewożonych żołnierzy i 12 członków załogi. Resztę uratowały eskortujące okręty brytyjskie – niszczyciel HMS „Wolverine” i eskortowiec HMS „Stork”. Ocaleli wszyscy oficerowie, w tym kapitan Deyczakowski oraz starszy oficer Karol Olgierd Borchardt, później znany pisarz, który w czasie katastrofy został ranny i uaktywnił mu się skrzep w mózgu, który uniemożliwił służbę na okres 11 miesięcy. Płonący statek nie tonął przez wiele godzin, przetrzymał nawet wybuch przewożonej amunicji. W końcu został zatopiony (dobity) 15 maja przez torpedę zrzuconą z brytyjskiego samolotu pokładowego z lotniskowca HMS „Ark Royal” i zatonął na pozycji 67°40′N, 13°50′E.
29 lutego 2000 roku jeden z norweskich trałowców zlokalizował wrak statku w Vestfiordzie na głębokości 160 m.